# Coppa dei Campioni 1982-1983 (pallavolo maschile)
La Coppa dei Campioni di pallavolo maschile 1982-1983, organizzata dalla Confédération Européenne de Volleyball (CEV), è stata la 24ª edizione del massimo torneo pallavolistico europeo.

## Squadre partecipanti
- HAOK Mladost
- VC Dinamo Tirana
- Throttur Reykjavík
- Brøstadbotn Tromsø
- Servette
- Speedwell
- Odense
- Floby Falköping
- Csepel Budapest
- Eczacıbaşı Istanbul
- Son Amar
- Maccabi Tel Aviv
- Anorthosis VC
- Porto
- Usc Giessen
- Sokol Vienna

Dagli Ottavi di finale
- Stella Rossa Bratislava
- Santal Parma
- Loimu 79 Turku
- CSKA Mosca
- Starlift Voorburg
- Panathinaikos Atene
- AS Cannes
- Ibis Kortrijk

## Turno preliminare
| Andata |                      |     |                           |
|        |                      |     |                           |
|        | Zagabria - Tirana    | 3-0 | 15-8, 16-14, 15-10        |
|        | Reykjavík - Tromsø   | 0-3 | 3-15, 1-15, 7-15          |
|        | Servette - Speedwell | 3-1 | 12-15, 15-8, 15-10, 15-9  |
|        | Odense - Falköping   | 3-2 |                           |
|        | Budapest - Istanbul  | 3-1 | 15-13, 14-16, 15-5, 15-13 |
|        | Palma - Tel-Aviv     | 3-0 | 15-3, 15-6, 15-10         |
|        | Limassol - Porto     | 0-3 | 0-15, 0-15, 0-15          |
|        | Giessen - Vienna     | 3-0 | 15-3, 15-6, 15-12         |

| Ritorno |                      |     |                                 |
|         |                      |     |                                 |
|         | Tirana - Zagabria    | 1-3 | 6-15, 15-10, 11-15, 6-15        |
|         | Tromsø - Reykjavík   | 3-0 | 15-0, 15-1, 15-12               |
|         | Speedwell - Servette | 3-2 | 12-15, 11-15, 15-5, 16-14, 15-9 |
|         | Falköping - Odense   | 2-3 | 7-15, 5-15, 15-13, 15-13, 13-15 |
|         | Istanbul - Budapest  | 1-3 | 18-20, 16-18, 15-11, 13-15      |
|         | Tel-Aviv - Palma     | 1-3 | 15-5, 3-15, 11-15, 8-15         |
|         | Porto - Limassol     | 3-0 | 15-0, 15-0, 15-0                |
|         | Vienna - Giessen     | 3-2 | 9-15, 15-5, 15-12, 13-15, 16-14 |

## Ottavi di finale
| Andata |                    |     |                            |
|        |                    |     |                            |
|        | Bratislava - Parma | 3-0 | 15-9, 15-12, 15-11         |
|        | Zagabria - Turku   | 3-0 | 15-7, 15-13, 15-4          |
|        | Mosca - Voorburg   | 3-1 | 11-15, 15-11, 15-11, 15-11 |
|        | Tromsø - Atene     | 0-3 | 8-15, 7-15, 13-15          |
|        | Cannes - Servette  | 3-1 | 15-4, 15-9, 11-15, 15-5    |
|        | Odense - Budapest  | 0-3 | 13-15, 5-15, 6-15          |
|        | Kortrijk - Palma   | 3-1 | 12-15, 15-7, 15-6, 15-12   |
|        | Porto - Giessen    | 0-3 | 5-15, 5-15, 13-15          |

| Ritorno |                    |     |                                  |
|         |                    |     |                                  |
|         | Parma - Bratislava | 3-0 | 15-4, 15-9, 15-9                 |
|         | Turku - Zagabria   | 3-1 | 6-15, 15-8, 15-10, 15-9          |
|         | Voorburg - Mosca   | 0-3 | 8-15, 8-15, 7-15                 |
|         | Atene - Tromsø     | 2-3 | 15-12, 15-9, 14-16, 12-15, 17-19 |
|         | Servette - Cannes  | 0-3 | 6-15, 4-15, 5-15                 |
|         | Budapest - Odense  | 3-1 | 15-10, 15-2, 10-15, 15-8         |
|         | Palma - Kortrijk   | 3-0 | 15-12, 15-4, 15-11               |
|         | Giessen - Porto    | 3-0 | 15-10, 15-10, 15-9               |

## Quarti di finale
| Andata |                   |     |                                 |
|        |                   |     |                                 |
|        | Parma - Zagabria  | 3-2 | 15-8, 13-15, 15-5, 18-20, 16-14 |
|        | Mosca - Atene     | 3-0 | 15-6, 15-5, 15-11               |
|        | Cannes - Budapest | 3-0 | 15-3, 15-7, 15-6                |
|        | Palma - Giessen   | 3-0 | 15-1, 15-8, 15-3                |

| Ritorno |                   |     |                                 |
|         |                   |     |                                 |
|         | Zagabria - Parma  | 2-3 | 11-15, 15-7, 15-8, 10-15, 9-15  |
|         | Atene - Mosca     | 0-3 | 6-15, 8-15, 5-15                |
|         | Budapest - Cannes | 2-3 | 14-16, 15-6, 15-12, 7-15, 4-15  |
|         | Giessen - Palma   | 3-2 | 15-11, 12-15, 15-7, 13-15, 15-6 |

## Fase finale
La fase finale del torneo ha visto la partecipazione di quattro squadre, che si sono affrontate in un girone all'italiana. Le partite si sono svolte dal 18 al 20 febbraio 1983 al PalaRaschi di Parma.
La vittoria finale è andata per l'ottava volta al CSKA Mosca, seguita dal Cannes e dai padroni di casa della Pallavolo Parma, campioni d'Italia in carica.

### Risultati
| Incontri |              |     |                                  |
|          |              |     |                                  |
| 18-2     | Palma-Mosca  | 0-3 | 5-15, 5-15, 10-15                |
| 18-2     | Parma-Cannes | 1-3 | 9-15, 15-6, 13-15, 12-15         |
| 19-2     | Cannes-Mosca | 0-3 | 9-15, 11-15, 7-15                |
| 19-2     | Parma-Palma  | 3-1 | 15-5, 15-8, 12-15, 15-9          |
| 20-2     | Cannes-Palma | 3-0 | 15-10, 16-14, 15-12              |
| 20-2     | Parma-Mosca  | 2-3 | 15-12, 12-15, 15-10, 17-19, 9-15 |

### Classifica
| Girone finale | Girone finale | Girone finale | Partite | Partite | Set | Set | Set   | Punti Set | Punti Set | Punti Set |
| #             | Squadra       | Pt            | V       | P       | V   | P   | Qz    | V         | P         | Qz        |
| ------------- | ------------- | ------------- | ------- | ------- | --- | --- | ----- | --------- | --------- | --------- |
| 1             | CSKA Mosca    | 6             | 3       | 0       | 9   | 2   | 4.500 | 161       | 115       | 1.400     |
| 2             | AS Cannes     | 5             | 2       | 1       | 6   | 4   | 1.500 | 124       | 130       | 0.954     |
| 3             | Santal Parma  | 4             | 1       | 2       | 6   | 7   | 0.857 | 174       | 159       | 1.094     |
| 4             | Pòrtol        | 3             | 0       | 3       | 1   | 9   | 0.111 | 93        | 148       | 0.628     |